# Tượng đài chiến thắng Điện Biên Phủ

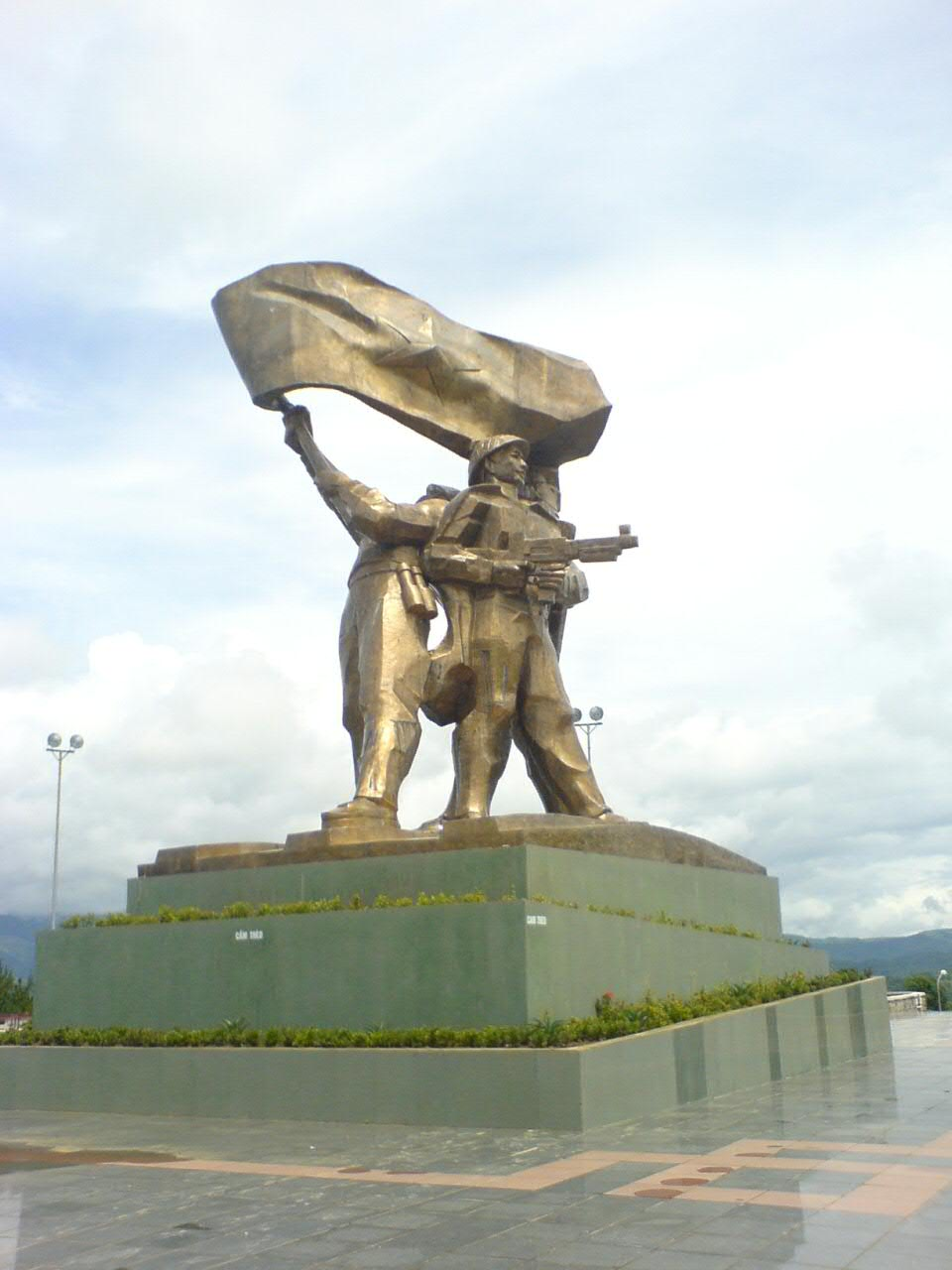
Đài tưởng niệm chiến thắng Điện Biên Phủ

Tượng đài chiến thắng Điện Biên Phủ là một tượng đài để kỷ niệm sự kiện trận Điện Biên Phủ năm 1954 - là tượng đài bằng đồng lớn nhất Việt Nam hiện nay.
Là một phần trong dự án trùng tu di tích lịch sử Điện Biên Phủ giai đoạn 1.. Với tổng vốn đầu tư 47 tỷ đồng, trong đó phần xây lắp cơ sở hạ tầng 13 tỷ đồng. Được coi là một trong những công trình trọng điểm chào mừng 50 chiến thắng lịch sử Điện Biên Phủ.
Quần thể tượng đài chiến thắng Điện Biên Phủ gồm 3 bộ đội đứng quay lưng vào nhau, nâng một em bé Thái, trên cùng là lá cờ quyết chiến quyết thắng. Tượng có chiều cao 16,6m, chất liệu bằng đồng thau, trong ruột kết cấu bê tông cốt thép, trọng lượng 220 tấn. Bệ tượng cao 3,6m kết cấu bêtông cốt thép, bên ngoài ốp đá mỹ nghệ, gồm 3 tầng hình chữ nhật xếp chéo lên nhau. Do nhà điêu khắc Nguyễn Hải - người từng được trao giải thưởng Hồ Chí Minh thiết kế trên cơ sở tượng Điện Biên Phủ của ông trong thập niên 60 (1960 - 1965).
Tượng đài chiến thắng Điện Biên Phủ được đặt trên đồi D1 nằm ở vị trí trung tâm thành phố Điện Biên Phủ - tỉnh Điện Biên. Trên cơ sở tham khảo ý kiến của Đại tướng Võ Nguyên Giáp cùng việc thực hiện một kế hoạch khảo sát, Viện Quy hoạch Đô thị - Nông thôn (Bộ Xây dựng) đã đề xuất chọn địa điểm đồi D1. Nằm ở vị trí trung tâm khu di tích, cao khoảng 50m so với cánh đồng Mường Thanh, đây là địa điểm mà cả khu vực thành phố đều nhìn thấy ...

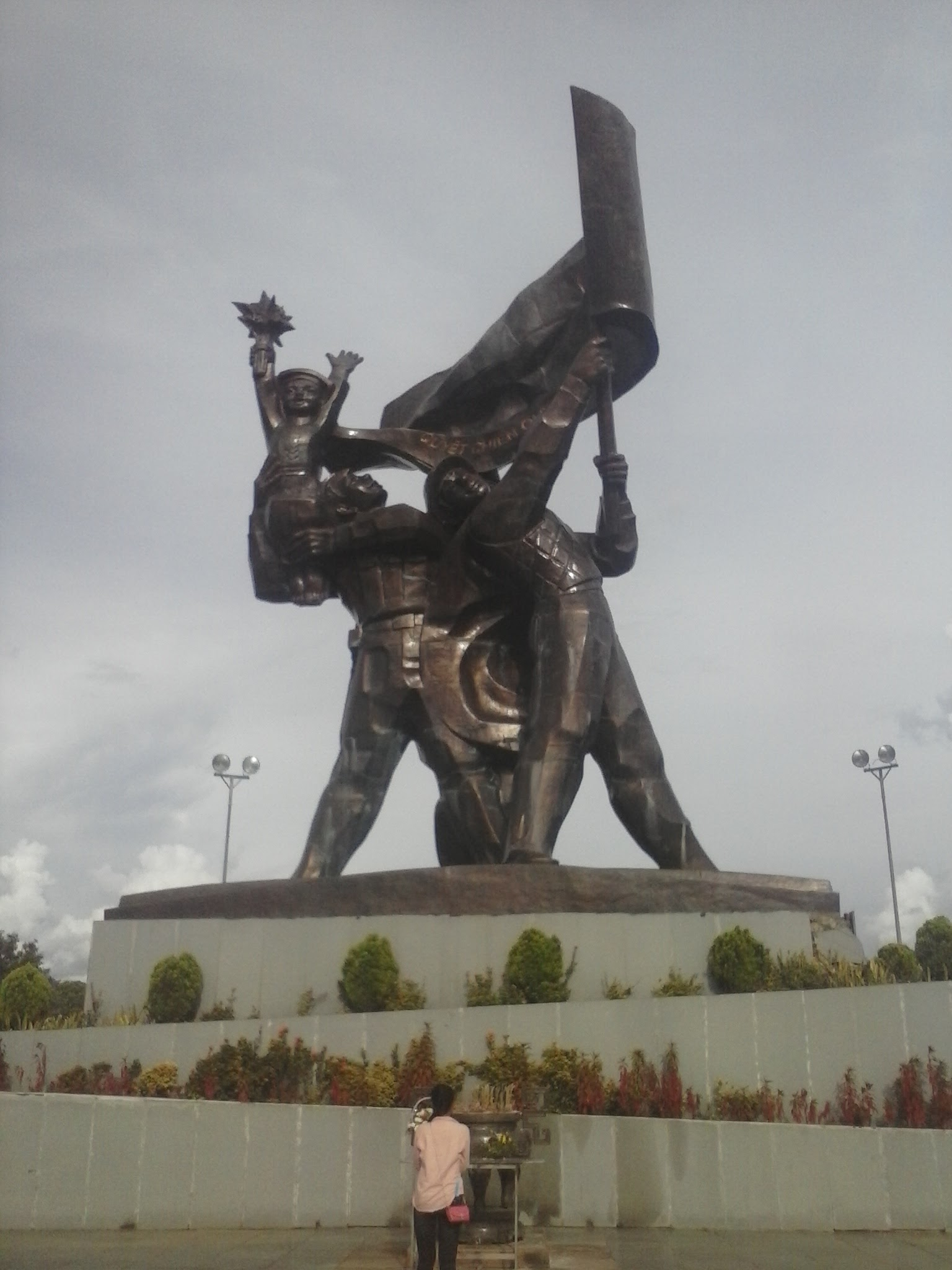
Ảnh chụp mặt trước tượng đài chiến thắng Điện Biên Phủ ngày 3 tháng 9 năm 2017

Với chiều cao 12,6m, bệ tượng cao 3,6m, nặng 220 tấn. Người thực hiện việc đúc đồng là Nguyễn Trọng Hạnh ở huyện Ý Yên (Nam Định). Đây là một trong những làng nghề đúc đồng nổi tiếng Việt Nam. Năm 2003, Công ty Mỹ thuật trung ương giao cho Nguyễn Trọng Hạnh đúc tượng đài "Chiến thắng Điện Biên" bằng đồng nguyên chất nhưng kết quả điều tra gần đây cho thấy phần lớn đó là đồng phế liệu.
Ngày 23 tháng 2 năm 2004 tượng đài "Chiến thắng Điện Biên Phủ" được chia thành 12 phần đã được 11 chiếc xe rơmooc siêu nặng vận chuyển từ Nam Định đưa về thành phố Điện Biên Phủ. Ngày 1 tháng 3 năm 2004, những chiếc xe tải lừng lững phủ vải đỏ tiến vào thành phố Điện Biên Phủ trong bạt ngàn cờ hoa, bị vây xung quanh bởi hàng vạn người. Chiều hôm đó, cả đoàn xe tập trung dưới chân đồi D1. Sự kiện này đã thu hút được đông đảo công chúng và dư luận quan tâm và được Đài truyền hình Việt Nam truyền hình trực tiếp .
Công trình được khánh thành vào ngày 30 tháng 4 năm 2004 nhân dịp kỷ niệm 50 năm chiến thắng Điện Biên Phủ.
Đến tháng 6 năm 2004, sau 3 tháng khánh thành, hạng mục tường kè và sân hành lễ công trình Tượng đài đã xuất hiện các hiện tượng nghiêng, nứt, lồi lõm cục bộ, báo hiệu sự xuống cấp không thể tránh khỏi, cho dù đơn vị thi công đã nhiêu lần gia cố lại.
Sau đó công ty Mỹ thuật Trung ương đã bổ sung thêm 4 tỷ đồng để sửa chữa.
Cho đến năm 2007 trên thân tượng tiếp tục xuất hiện những vết rỉ đồng xanh và những vết rạn nứt .
Theo những nguyên nhân được đưa ra, là do những sai phạm trong quá trình khảo sát và thi công, kỹ thuật đúc tồi bằng đồng phế liệu, có thể gây ô nhiễm môi trường và nghi vấn bị "rút ruột" 30 % . Tháng 7 năm 2007, 5 cán bộ liên quan đến các sai phạm trong quá trình xây dựng đã bị tạm giam và điều tra.